# Angostura, Sinaloa
Angostura är en ort i Mexiko.   Den ligger i kommunen Angostura och delstaten Sinaloa, i den västra delen av landet, 1 100 km nordväst om huvudstaden Mexico City. Angostura ligger 28 meter över havet och antalet invånare är 4 587.
Terrängen runt Angostura är platt. Runt Angostura är det ganska glesbefolkat, med 43 invånare per kvadratkilometer. Närmaste större samhälle är Guamúchil, 13,3 km nordost om Angostura. Trakten runt Angostura består till största delen av jordbruksmark.